# 유엔 총회 회기 목록
다음은 유엔 총회 회기 목록이다.

## 목록
- 제1차 유엔 총회
- 제2차 유엔 총회
- 제3차 유엔 총회
- 제4차 유엔 총회
- 제5차 유엔 총회
- 제6차 유엔 총회
- 제7차 유엔 총회
- 제8차 유엔 총회
- 제9차 유엔 총회
- 제10차 유엔 총회
- 제11차 유엔 총회
- 제12차 유엔 총회
- 제13차 유엔 총회
- 제14차 유엔 총회
- 제15차 유엔 총회
- 제16차 유엔 총회
- 제17차 유엔 총회
- 제18차 유엔 총회
- 제19차 유엔 총회
- 제20차 유엔 총회
- 제21차 유엔 총회
- 제22차 유엔 총회
- 제23차 유엔 총회
- 제24차 유엔 총회
- 제25차 유엔 총회
- 제26차 유엔 총회
- 제27차 유엔 총회
- 제28차 유엔 총회
- 제29차 유엔 총회
- 제30차 유엔 총회
- 제31차 유엔 총회
- 제32차 유엔 총회
- 제33차 유엔 총회
- 제34차 유엔 총회
- 제35차 유엔 총회
- 제36차 유엔 총회
- 제37차 유엔 총회
- 제38차 유엔 총회
- 제39차 유엔 총회
- 제40차 유엔 총회
- 제41차 유엔 총회
- 제42차 유엔 총회
- 제43차 유엔 총회
- 제44차 유엔 총회
- 제45차 유엔 총회
- 제46차 유엔 총회
- 제47차 유엔 총회
- 제48차 유엔 총회
- 제49차 유엔 총회
- 제50차 유엔 총회
- 제51차 유엔 총회
- 제52차 유엔 총회
- 제53차 유엔 총회
- 제54차 유엔 총회
- 제55차 유엔 총회
- 제56차 유엔 총회
- 제57차 유엔 총회
- 제58차 유엔 총회
- 제59차 유엔 총회
- 제60차 유엔 총회
- 제61차 유엔 총회
- 제62차 유엔 총회
- 제63차 유엔 총회
- 제64차 유엔 총회
- 제65차 유엔 총회
- 제66차 유엔 총회
- 제67차 유엔 총회
- 제68차 유엔 총회
- 제69차 유엔 총회
- 제70차 유엔 총회
- 제71차 유엔 총회
- 제72차 유엔 총회
- 제73차 유엔 총회
- 제74차 유엔 총회
- 제75차 유엔 총회
- 제76차 유엔 총회
- 제77차 유엔 총회
- 제78차 유엔 총회
- 제79차 유엔 총회

## 같이 보기
- 유엔 안전 보장 이사회 결의 목록